# Raimund von Poitiers

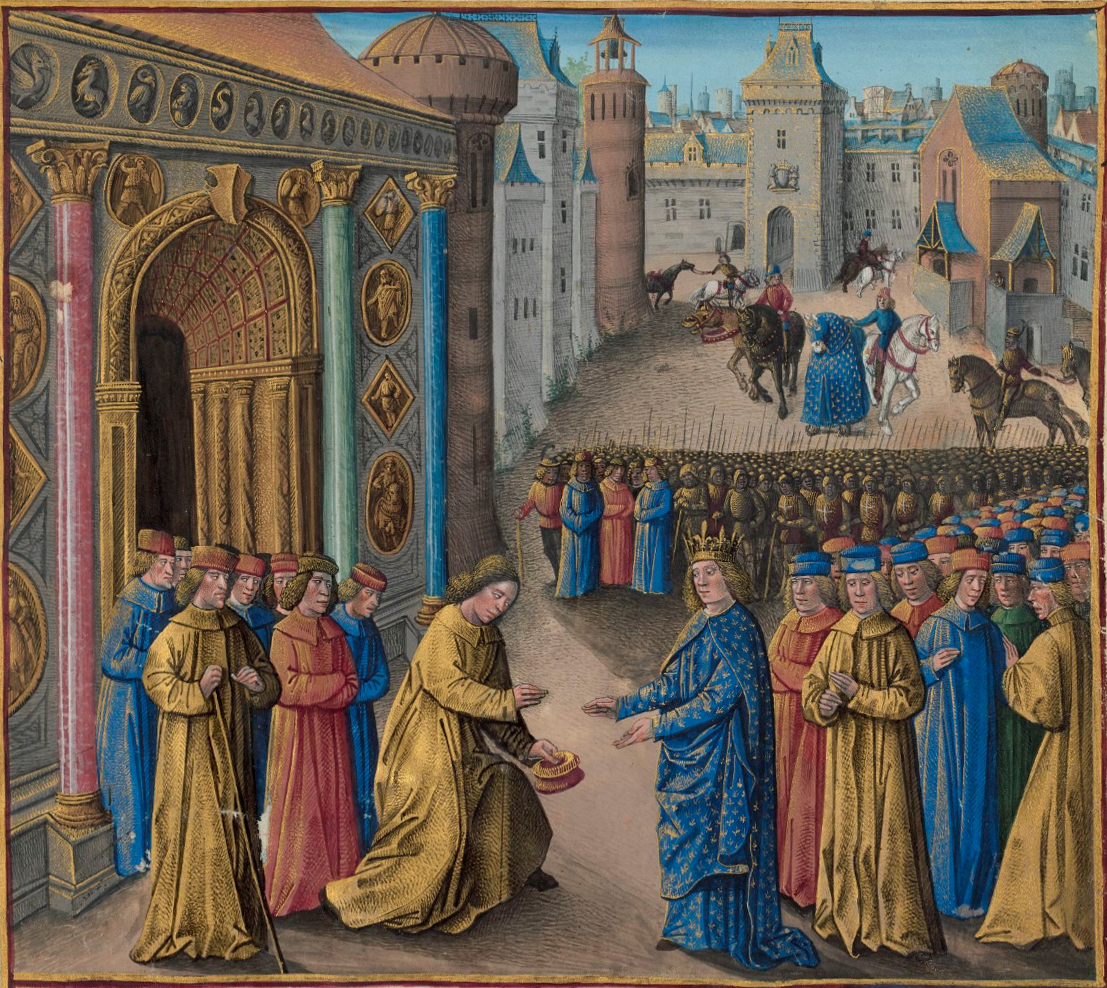
Fürst Raimund empfängt König Ludwig VII. von Frankreich in Antiochia. (Darstellung von Jean Colombe aus dem 15. Jahrhundert)

Raimund von Poitiers (* nach 1099; † 29. Juni 1149) war ein okzitanischer Adliger und ab 1136 durch Heirat Fürst von Antiochia.
Er war der jüngste Sohn von Wilhelm IX., Herzog von Aquitanien, Graf von Poitiers und seiner Ehefrau Philippa, Gräfin von Toulouse.

## Leben
Raimund wurde am Hof König Heinrichs I. von England erzogen. Dort erreichte ihn die Einladung König Fulkos von Jerusalem, der Regent des Fürstentums Antiochia war, ins Heilige Land zu kommen, um durch Heirat mit der Erbin des verstorbenen Fürsten Bohemund II. Fürst von Antiochia zu werden. Seine Überfahrt ins Heilige Land wurde dadurch behindert, dass König Roger II. von Sizilien, Fürst von Tarent selbst Erbansprüche auf das Fürstentum Antiochia erhob. 1136 gelangte Raimund schließlich nach Antiochia und heiratete dort Konstanze, die erst zehnjährige Erbtochter Bohemunds II. Die Heirat hatte den Segen des Lateinischen Patriarchen von Jerusalem, Wilhelm von Mesen, nicht aber den der Mutter Konstanzes, Alice von Jerusalem, die geglaubt hatte, Raimund sei ihr als Ehemann zugedacht gewesen.

### Rechtewahrung gegenüber Byzanz
Das erste Jahr von Konstanzes und Raimunds gemeinsamer Herrschaft wurde im Streit mit dem Byzantinischen Kaiser Johannes II. Komnenos verbracht, der in den Osten gekommen war, zum einen, um Leo I. von Armenien das Fürstentum Kleinarmenien zu entreißen, zum anderen, um seine Oberhoheit über Antiochia sicherzustellen. Raimund war zur Huldigung gezwungen, und sogar zu dem Versprechen, Antiochia abzutreten, sobald für ihn ein anderes Lehen gefunden sei, das ihm Johannes aus dem Besitz der Muslime östlich Antiochias zu schneiden versprach. Der Feldzug von 1138, den Raimund und Johannes unternahmen, um dieses Gebiet zu erobern, war ein Fehlschlag. Raimund war nicht begierig darauf, dem Kaiser zu helfen, da diese Erwerbungen für ihn lediglich den Verlust Antiochias bedeuteten. Johannes Komnenos kehrte nach Konstantinopel zurück, ohne sein Ziel erreicht zu haben, und nachdem er – ohne eine Antwort zu erhalten – die Auslieferung der Zitadelle von Antiochia verlangt hatte.

### Konflikt mit dem Patriarchen von Antiochia
Die nächste Auseinandersetzung war die zwischen Raimund und Ralf von Domfront dem Lateinischen Patriarchen von Antiochia. Raimund war verärgert über die Huldigung, die er dem Patriarchen 1135 entgegenbringen musste, und die zweifelhaften Umstände bei der Wahl des Patriarchen gaben ihm Gelegenheit zum Widerstand. Raimund hatte Erfolg, der Patriarch wurde 1139 abgesetzt.

### Widerstand gegen Byzanz
1142 kehrte Johannes Komnenos zurück, doch Raimund verweigerte die Anerkennung und Erneuerung seiner Unterwerfung. Johannes war nicht in der Lage, etwas gegen ihn zu unternehmen, außer die Umgebung von Antiochia zu verwüsten. Als Raimund von Manuel Komnenos, der Johannes 1143 gefolgt war, die Abtretung einiger kilikischen Städte forderte, fand der byzantinische Kaiser, Raimund habe übertrieben. Er zwang ihn zu einem erniedrigenden Besuch in Konstantinopel, bei dem er seine Huldigung erneuerte und versprechen musste, in Antiochia einen orthodoxen Patriarchen anzuerkennen.

### Zweiter Kreuzzug
Im Frühjahr 1148 besuchte der auf dem Zweiten Kreuzzug befindliche König Ludwig VII. von Frankreich zusammen mit seiner Gattin Eleonore von Aquitanien, einer Nichte Raimunds, Antiochia. Raimund versuchte, Ludwig davon abzuhalten, mit seinem Kreuzzugsheer ins Königreich Jerusalem weiter zu reisen. Stattdessen bat er ihn um Hilfe bei der Eroberung von Aleppo. Angeblich war Ludwig bald eifersüchtig auf das herzliche Verhältnis zwischen Raimund und Eleonore, jedenfalls ließ er sich nicht auf Raimunds Ansinnen ein und brach eiligst nach Akkon auf. Der Zweite Kreuzzug scheiterte schließlich an der erfolglosen Belagerung von Damaskus, die Unur den Buriden-Emir von Damaskus dazu veranlasste, sich mit Nur ad-Din von Aleppo zu verbünden.

### Invasion Nur ad-Dins und Tod
1149 fiel Nur ad-Din von Aleppo zusammen mit Unur von Damaskus mit einem Heer im Fürstentum Antiochia ein. Er errang einen Sieg gegen Raimunds Truppen bei Baghras und belagerte daraufhin Inab. Raimund sammelte seine Truppen, und brach, verstärkt durch ein Kontingent der Assassinen unter Ali ibn-Wafa, zum Entsatz Inabs auf. Am 28. Juni 1149 lagerte Raimund mit seinem Heer beim Brunnen von Murad nahe Inab, als er vom Heer Nur ad-Dins umzingelt wurde. In der am nächsten Morgen folgenden Schlacht von Inab wurde Raimunds Heer vernichtend geschlagen und Raimund getötet. Nur ad-Din ließ Raimunds Kopf in einem Silberkasten als Geschenk an den Kalifen nach Bagdad schicken.

## Nachkommen
Aus seiner Ehe mit Konstanze stammen fünf Kinder:
- Bohemund III., (* 1144, † 1201), 1163 Fürst von Antiochia;
- Maria (* 1145, † 1183), ⚭ Kaiser Manuel I. Komnenos;
- Philippa († 1178)[2], ⚭ Humfried II. von Toron;
- Balduin († 1176);
- Raimund († vor 1181)[2]

Nach seinem Tod heiratete seine Witwe den französischen Kreuzritter Rainald von Chatillon, der die Regierung des Fürstentums übernahm.

## Persönlichkeit
Raimund wurde von Wilhelm von Tyrus, der Hauptquelle für seine Lebensgeschichte, als gut aussehend und umgänglich beschrieben, hervorragend im Gebrauch von Waffen und militärischer Erfahrung; obwohl er selbst nicht lesen konnte, war er ein Förderer der Literatur – er veranlasste die Komposition des Chanson des chétifs; war ein regelmäßiger Kirchgänger und treuer Ehemann, aber eigensinnig, jähzornig, unvernünftig und dem Spiel zu sehr zugeneigt.